# 物見塚
- 日本 > 東京都 > 青梅市 > 物見塚

物見塚（ものみづか）とは、東京都青梅市にかつて存在した地名である。

## 地名の由来
北側は緩やかな、南側は急な斜面となっており見晴らしの良い地形となっている。北方の今井城が実際に使用されていた当時、外敵の侵入を監視するために物見塚が築かれていたという言い伝えがあり、地名はこれに由来するものといわれている。明治時代に書かれた『西多摩郡地誌草稿』も今井氏居住の名残と伝えられる地名として「物見塚」を挙げている。しかし今井城から物見塚までは距離があり、監視に使われていたとすれば城との連絡をどのように取っていたのかははっきりしない。昭和末期までは圏央道青梅IC入口の信号に近い場所に、周囲より2mほど高い丘が残っていたとされる。

## 沿革

### 現在

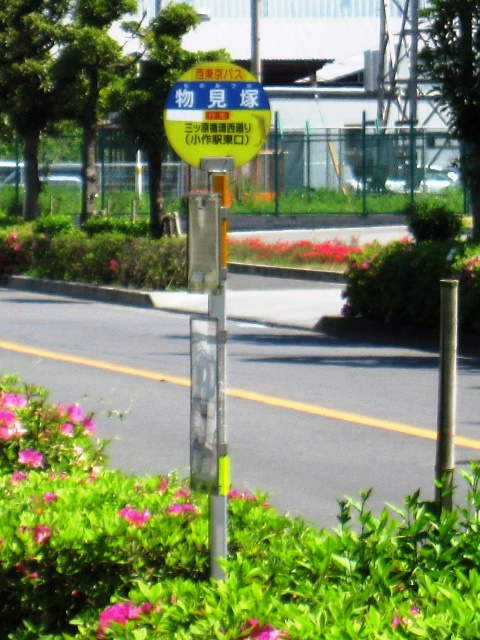
西東京バス物見塚バス停

大半が青梅市今井の一部となっているほか、青梅市大門、青梅市藤橋にも一部が取り込まれている。東京都道44号瑞穂富岡線（岩蔵街道）沿いのバス停の名前や、岩蔵街道と埼玉県道・東京都道179号所沢青梅線の交点にある交差点の名称として名前を残している。市道幹4号線にも物見塚通りの愛称が付けられている。通り沿いには、1996年（平成8年）に圏央道の青梅ICが設けられ、青梅の新しい玄関口となっている。1997年（平成9年）には、市境や駅など交通の要所に花壇を設け、市の訪問者を歓迎する企画の一環として、IC近くにも花壇が設けられた。この花壇は老人会により管理がなされ、2002年6月には「ようこそおうめ」の花文字が作られた。しかし2013年から数回にわたってこの花壇に植えられていたパンジーが盗まれる被害にあっている。